# Beth Simmons

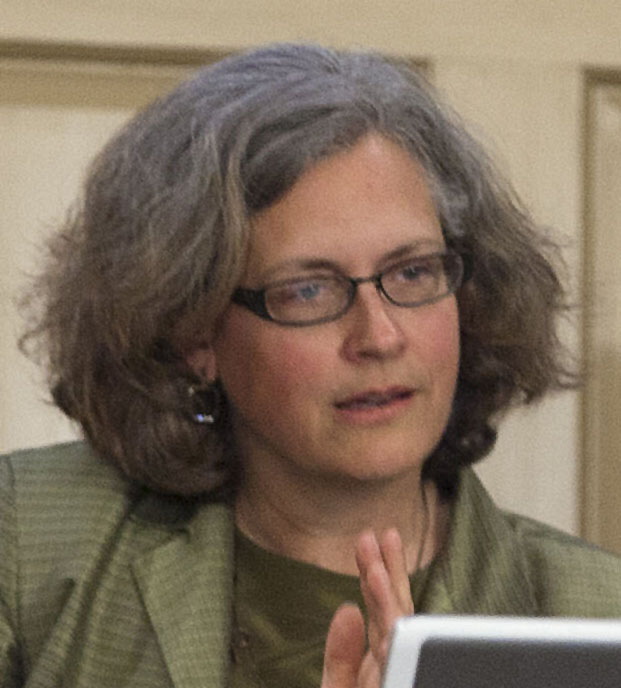
Beth Simmons, 2012

Beth Ann Simmons (* 11. April 1958 in Sacramento) ist eine US-amerikanische Professorin für Rechts- und Politikwissenschaft an der University of Pennsylvania. Sie forscht und lehrt in den Bereichen Internationale Beziehungen, Völkerrecht und Internationale Politische Ökonomie. In einem ihrer Forschungsprojekte beschäftigte sie sich mit dem Paradoxon der „Verdickung“ („thickening“) zwischenstaatlicher Grenzen im Zeitalter der Globalisierung.

## Werdegang
Simmons machte ihren Bachelor-Abschluss in Politikwissenschaft und Philosophie an der University of Redlands und studierte danach zunächst Internationale Beziehungen an der University of Chicago, wo sie mit einem Master abschloss. Über ein Fulbright-Stipendium verbrachte sie 1983 bis 1984 zudem ein Jahr an der London School of Economics. Anschließend setzte sie ihr Studium an der Harvard University fort, wo sie zunächst einen weiteren Masterabschluss in Regierungslehre erwarb und schließlich 1991 zur Ph.D. promoviert wurde.
Anschließend war sie bis 1996 Assistant Professor an der Duke University, dann bis 2002 Associate Professor an der University of California, Berkeley. Von 1995 bis 1996 war sie zudem Fellow des Council on Foreign Relations und arbeitete als solche in der Forschungsabteilung des Internationalen Währungsfonds.
2002 berief sie die Harvard University als Professorin für Regierungslehre, an der sie die nächsten 14 Jahre tätig war. 2006 wurde Simmons dort auch Leiterin des Weatherhead Center for International Affairs. Im Jahr 2016 wechselte sie auf eine Professur an die University of Pennsylvania.
Sie wurde 2013 in die National Academy of Sciences, 2009 die American Academy of Arts and Sciences, 2010 in die American Academy of Political and Social Science und 2009 in die American Philosophical Society gewählt. 2011/12 amtierte Simmons als Präsidentin der International Studies Association (ISA), mit deren Karl Deutsch Award sie 2001 ausgezeichnet worden war.
Neben zahlreichen Artikeln in Fachzeitschriften veröffentlichte Simmons bislang auch zwei Monographien und war als Mitherausgeberin an sieben Sammelbänden beteiligt. Laut Google Scholar wurden ihre Veröffentlichungen bisher insgesamt in ca. 30.000 anderen wissenschaftlichen Arbeiten zitiert, bei einem h-Index von 56 (Stand: Februar 2025). Ihre meistzitierte Veröffentlichung ist dabei ihr 2009 erschienenes Buch Mobilizing for Human Rights: International Law in Domestic Politics, auf das in über 3.000 Werken verwiesen wird. Für das Buch wurde Simmons unter anderem 2010 mit dem Stein-Rokkan-Preis für vergleichende Sozialforschung des Internationalen Rats für Sozialwissenschaften sowie des European Consortium for Political Research ausgezeichnet, darüber hinaus auch mit dem Woodrow Wilson Award der American Political Science Association. Letzteren Preis hatte sie zuvor auch schon 1995 für ihr erstes Buch Who Adjusts? Domestic Sources of Foreign Economic Policy during the Interwar Years 1923–1939 erhalten.

## Schriften (Auswahl)
- Herausgegeben mit Walter Carlsnaes und Thomas Risse: Handbook of international relations. 2. Auflage, SAGE, Los Angeles 2013, ISBN 9781849201506.
- Mobilizing for human rights. International law in domestic politics. Cambridge University Press, Cambridge/New York 2009.
- Herausgegeben mit Frank Dobbin und Geoffrey Garrett: The global diffusion of markets and democracy. Cambridge University Press, Cambridge/New York 2008, ISBN 9780521878890.
- Herausgeberin: International law. 6 Bände SAGE, London 2008, ISBN 9781412912556.
- Who adjusts? Domestic sources of foreign economic policy during the interwar years. Princeton University Press, Princeton 1994, ISBN 0691086419.